# Pere Capellà i Roca
Pere Capellà i Roca (Algaida, Mallorca, 5 d'agost del 1907 - Palma, 1954) fou mestre, poeta i dramaturg, entre altres activitats.
És autor del poema Jo sóc català, que Biel Majoral ha musicat i cantat. També són molt interessants els poemes Així arriben els vençuts i Oli i més oli.

## Vida
Pere Capellà nasqué a Algaida el 5 d'agost de 1907. El seu pare era el glosador Llorenç Capellà Garí, d'origen algaidí però nascut a Llucmajor, i la seva mare Margalida Roca Vaquer, descendent de Palma. La parella tingué dos fills i una filla: Marià, Llorenç i Francisca.
Els primers anys de la vida de Pere Capellà discorregueren entre l'assistència a l'escola de la localitat i l'ajuda al seu pare sabater en un clima de crisi del sistema de la Restauració, que vivia Mallorca a l'època.
El juny de 1927, en plena dictadura de Primo de Rivera, es presentà voluntari al servei militar i fou destinat al cos d'artilleria al castell de Sant Carles (Porto Pi). D'aquesta època data la seva primera obra publicada Vida artillera: versificada y experimentada p'en Pedro Capellá Roca (1928).
L'arribada de la Segona República el portà a abandonar la idea de ser militar, quan ja s'havia reenganxat a l'exèrcit i havia estat destinat a Cadis, i decidí de fer-se mestre d'escola. Treballava de sabater de dia i estudiava de nit a l'Escola Normal de Palma, fins a la qual anava en bicicleta. Acabà la carrera l'any 1933. En aquest moment ja manifestà reiteradament la seva ideologia republicana, antiborbònica i simpatitzant del moviment obrer, un pensament que és recollit a les Cançons republicanes (1931).
Durant els Fets d'Octubre es trobava exercint de mestre a Montcada (Catalunya) i la resolució va decebre profundament Capellà, que arribà a titllar-la de "jornada ridícula". Posteriorment, passà a una escola del barri de Sants (Barcelona), però continuà col·laborant en publicacions de Palma i la Part Forana.
Pere Capellà es va implicar fermament en els mesos previs a les eleccions de febrer de 1936, quan havia esdevingut el cap d'Esquerra Republicana Balear a Algaida. L'aixecament militar del 19 de juliol el va sorprendre de vacances a Mallorca, però va aconseguir passar a Barcelona, via Menorca, escapant des de Felanitx en la mateixa barca que Pere Oliver Domenge amb l'ajuda d'un submarí republicà de la Base de Maó. Arribà a Menorca i en temps de la seva estada es produïren els fets dels de Cabrera a S'Hort d'en Morillo, els afusellaments d'Es Freus, la massacre de la Mola i les execucions de S'Esperó, a més de les del vaixell-presó Atlante, en totes les quals hi havia víctimes mallorquines. Tota una fatal coincidència i un vertader enigma històric.
Tampoc es coneix relació de Pere Capellà amb el brigada Jaume Palou, erigit cap del Regiment d'Infanteria, només les coincidències que ambdós eren mallorquins, mestres, militars reenganxats i de la mateixa ideologia. Unes de les altres fatals coincidències. L'enigma continua.
En aquesta època va tenir una estreta relació amb Floreal Barber i amb Heriberto Quiñones, membre del Komintern i parella sentimental d'Aurora Picornell, dirigent del PCE a Mallorca, afusellada el gener de 1937 a Porreres. Quiñones, moldau i agent de Ióssif Stalin, va ser uns dels màxims exponents civils en la repressió republicana a Menorca.
Un altre cop a la capital catalana, i sembla que gràcies a gestions fetes davant el president Companys, és destinat com a docent a Sant Andreu. Tanmateix, la situació de guerra civil el portà a ingressar a l'Escola Popular de Guerra de Catalunya, d'on sortí com a tinent. La seua destinació fou el front de Guadalajara i després el de Madrid, on ja assolí el grau de comandant. Allà lluità a l'arma d'artilleria i envià col·laboracions a la revista editada a Barcelona Mallorca Nova.
L'entrada de les tropes rebels a la capital espanyola suposà l'empresonament de l'escriptor, llavors destinat a l'Exèrcit d'Extremadura (General Escobar). La victòria final del general Franco el portà a diverses situacions fins a l'agost de 1939, quan ingressà al penal d'Alcalá de Henares. Un consell de guerra el sentencià a 20 anys de presó l'abril de 1940. Durant el seu empresonament conreà l'amistat amb el filòleg Manel Sanchis Guarner.
No és fins al 1943 quan Capellà recobrà la llibertat, encara que només condicional. No pogué, però, instal·lar-se al seu poble d'Algaida perquè les autoritats no se'n volgueren fer càrrec. En canvi, el consistori de Montuïri, vila de la seva estimada Maria Fornés, sí que accedí a acollir l'escriptor. La parella contragué matrimoni el juny del mateix any i posteriorment nasqueren els seus fills Llorenç i Margalida.
Els anys difícils de la postguerra van ser encara més durs per a la família de Pere Capellà, ja que havia estat inhabilitat per a exercir de mestre. Per poder sobreviure es dedicà a múltiples tasques, com ara cambrer de cabaret, comerciant de tatxes de contraban, botiguer, professor particular i regent d'un cafè. També a ca seva treballava fabricant fideus, pasta de sopa i oli d'ametlla. Per si això no bastava, encara fou detingut i empresonat al fort de les Illetes per no haver-se presentat a files de l'exèrcit nacional. Només la intervenció de personalitats montuïreres aconseguí que fos alliberat. La Mallorca en la qual hagué de viure Capellà era molt diferent de la deixada, el nacionalcatolicisme era la ideologia imperant sense que deixàs lloc per cap esquerda.
A les darreries dels anys quaranta i arran d'una visita del seu amic Sanchis Guarner començà a escriure teatre per a la companyia Artis. L'octubre de 1949, al Teatre Principal de Palma, on hi eren presents autoritats del Règim, s'estrenà L'amo de Son Magraner amb gran èxit, que feu conèixer Capellà al gran públic. Al mateix temps començà a col·laborar amb unes Coplas sin malicia en el diari Baleares del Movimiento, on signava com a Mingo Revulgo. Una altra enigmàtica coincidència.
A partir de llavors i col·laborant amb la companyia Artis escrigué i posà en escena tota una sèrie de representacions d'èxit (més enigmàtiques per la llengua emprada) com S'hereu de sa farinera (1949), Sa madona du es maneig (1950) i El carrer de les Tres Roses (1951). Així i tot, també s'enfrontà a alguns fracassos de públic i de crítica, com Sa Pesta (1951).
El gener de 1951 se li reté un homenatge al Teatre Principal de Palma i aquell mateix any es traslladà a viure des de Montuïri al barri palmesà del Terreno. El 1952 estrenà les obres Més val un dit en es front i Es marquès de sa Rabassa.
El 15 de desembre de 1954, durant el darrer assaig d'El rei Pepet, Pere Capellà patí una síncope. Fou traslladat a casa seva, on morí dos dies després. Els funerals foren un autèntic esdeveniment social (l'enigma continua) amb la presència d'algunes autoritats, la companyia Artis i un gran nombre de ciutadans. L'Ajuntament de Montuïri el nomenà fill adoptiu el 1955 i li dedicà un carrer el 1979. L'Ajuntament d'Algaida el va nomenar fill il·lustre el 1989, i un casal de cultura porta el seu nom.

## Obra dramàtica
El teatre de Pere Capellà se sol dividir en tres etapes: una de costumista, una de compromesa i una darrera d'imaginativa. La primera, que abasta fins al 1950, comprèn tres obres que, per mitjà de l'humor, critiquen el món rural i la situació social de postguerra a Mallorca.
L'èxit aclaparador d'aquesta primera etapa no fou compartit per les obres següents que, com Sa pesta, aprofundeixen en la sàtira política contra la societat i el règim franquistes. La darrera etapa, a partir de 1953, és més ambiciosa literàriament i té elements simbolistes i poètics, com El marquès de sa Rabassa i El rei Pepet, la seva darrera obra, en què manifesta en forma de rondalla en vers el pensament que recorre tota la seva dramatúrgia: «la crítica descarnada al poder polític […] quan aquest poder menysprea la dignitat de la persona» a més de «la burla i la denúncia dels privilegis de sang o de família».
Pere Capellà defensà uns principis d'inspiració republicana durant la dictadura franquista a través de l'humor i el teatre popular i obtingué un gran èxit de crítica i de públic.